# Cossimbāzār
Cossimbāzār är en ort i Indien.   Den ligger i distriktet Murshidabad och delstaten Västbengalen, i den östra delen av landet, 1 200 km öster om huvudstaden New Delhi. Cossimbāzār ligger 25 meter över havet och antalet invånare är 10 175.
Terrängen runt Cossimbāzār är mycket platt. Runt Cossimbāzār är det mycket tätbefolkat, med 1 135 invånare per kvadratkilometer. Närmaste större samhälle är Baharampur, 3,0 km sydväst om Cossimbāzār. Trakten runt Cossimbāzār består till största delen av jordbruksmark.